# Гвардія «Пантери»
1-ша Бієлінська легкопіхотна бригада (серб. Прва бијељинска лака пјешадијска бригада), також Гвардія «Пантери» — елітне з'єднання сухопутних військ Республіки Сербської.